# Colonie clonale

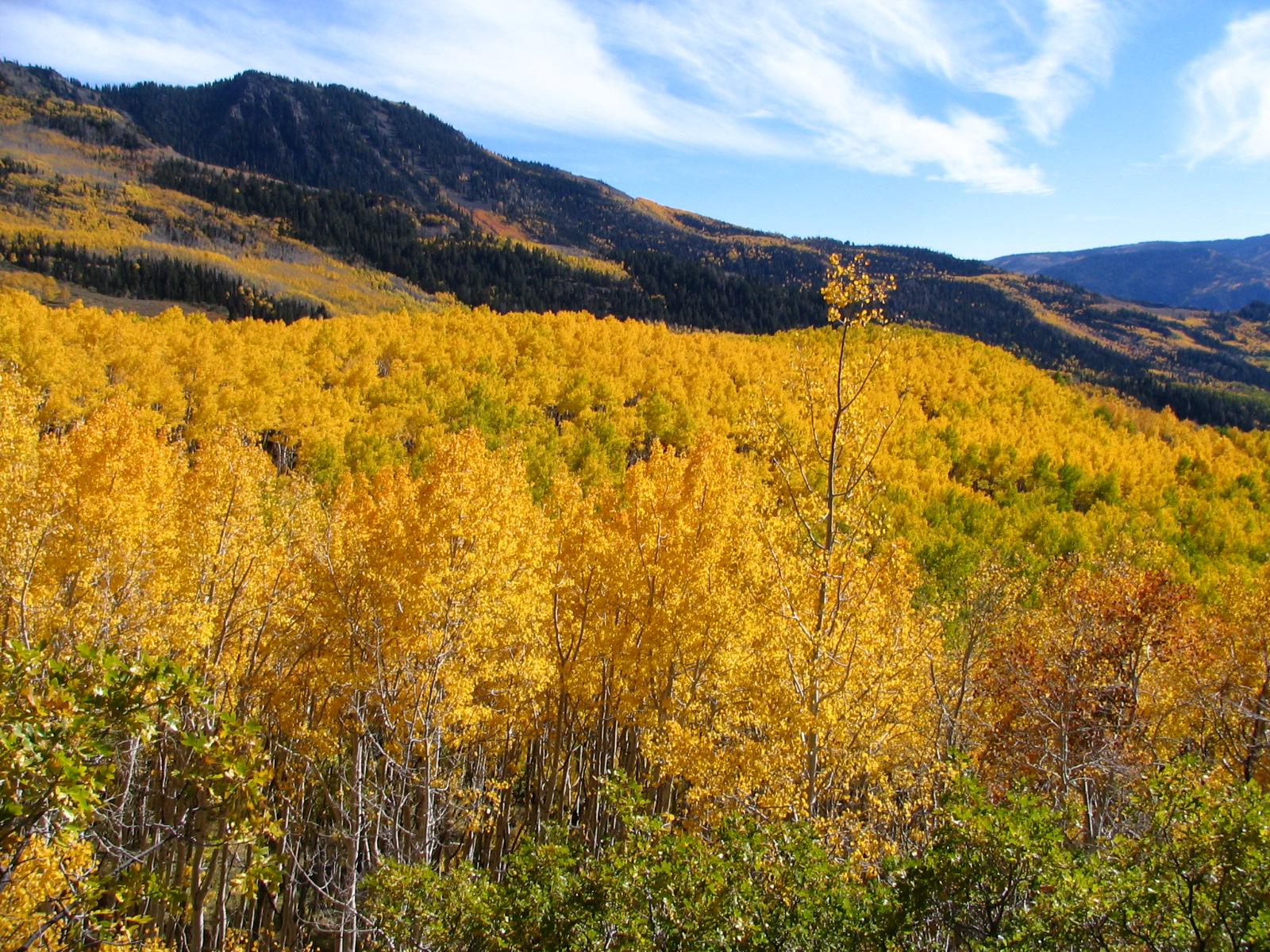
Pando, une colonie de peupliers faux-tremble (Populus tremuloides) au Fishlake National Forest dans l'Utah.

Une colonie clonale, appelée aussi genet ou génet (pour génétiquement identique), est un ensemble d'individus (plantes, champignons, bactéries ou animaux tels que les coraux) provenant de la multiplication végétative d'un même ancêtre. 
Un genet correspond à l'individu en tant qu'entité génétique, ce qui l'oppose au ramet, qui est l'individu en tant qu'entité fonctionnelle, c'est-à-dire une structure autonome assurant l'ensemble de ses propres fonctions vitales.